# Muscle bike

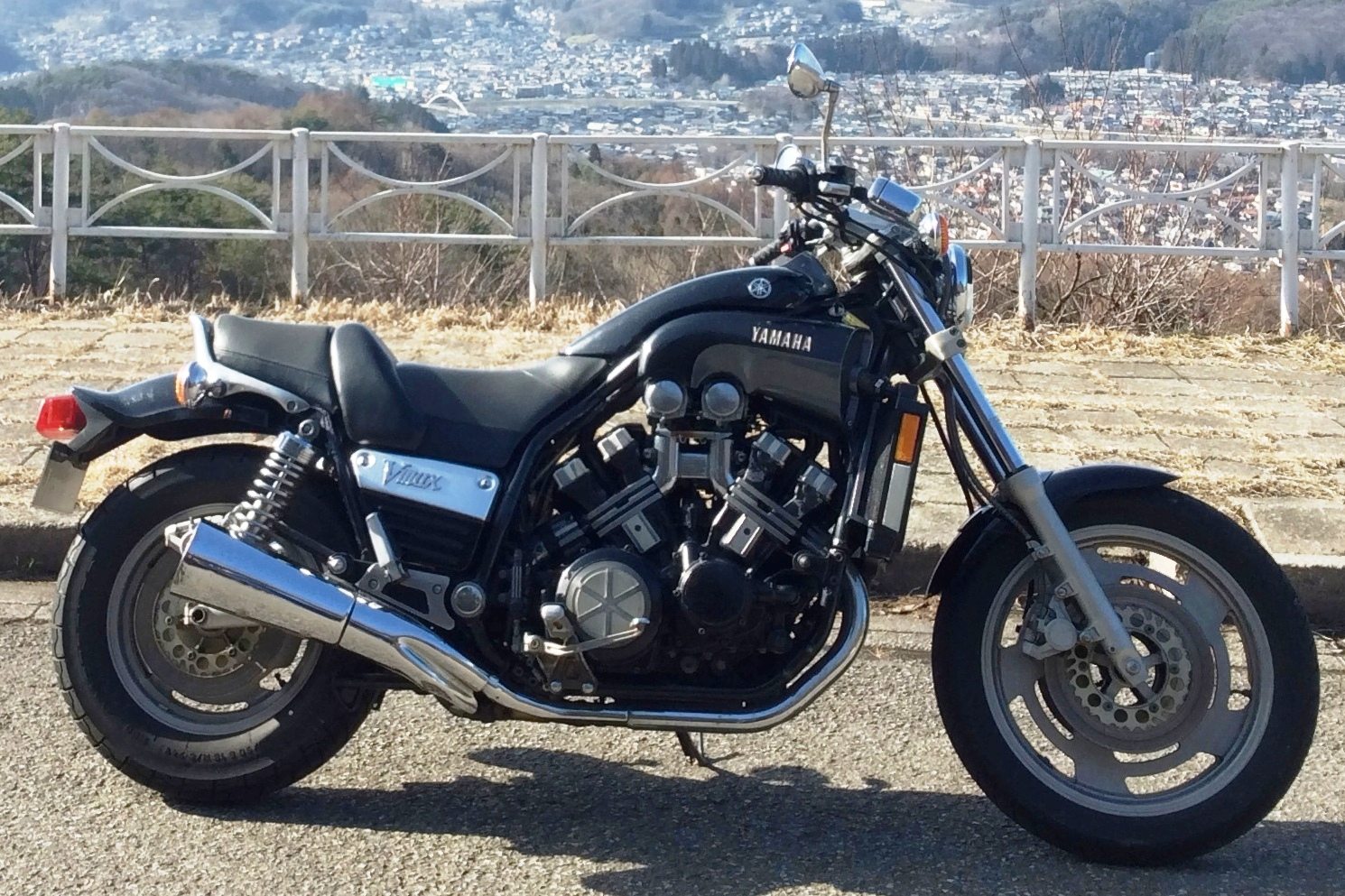
Yamaha V-max

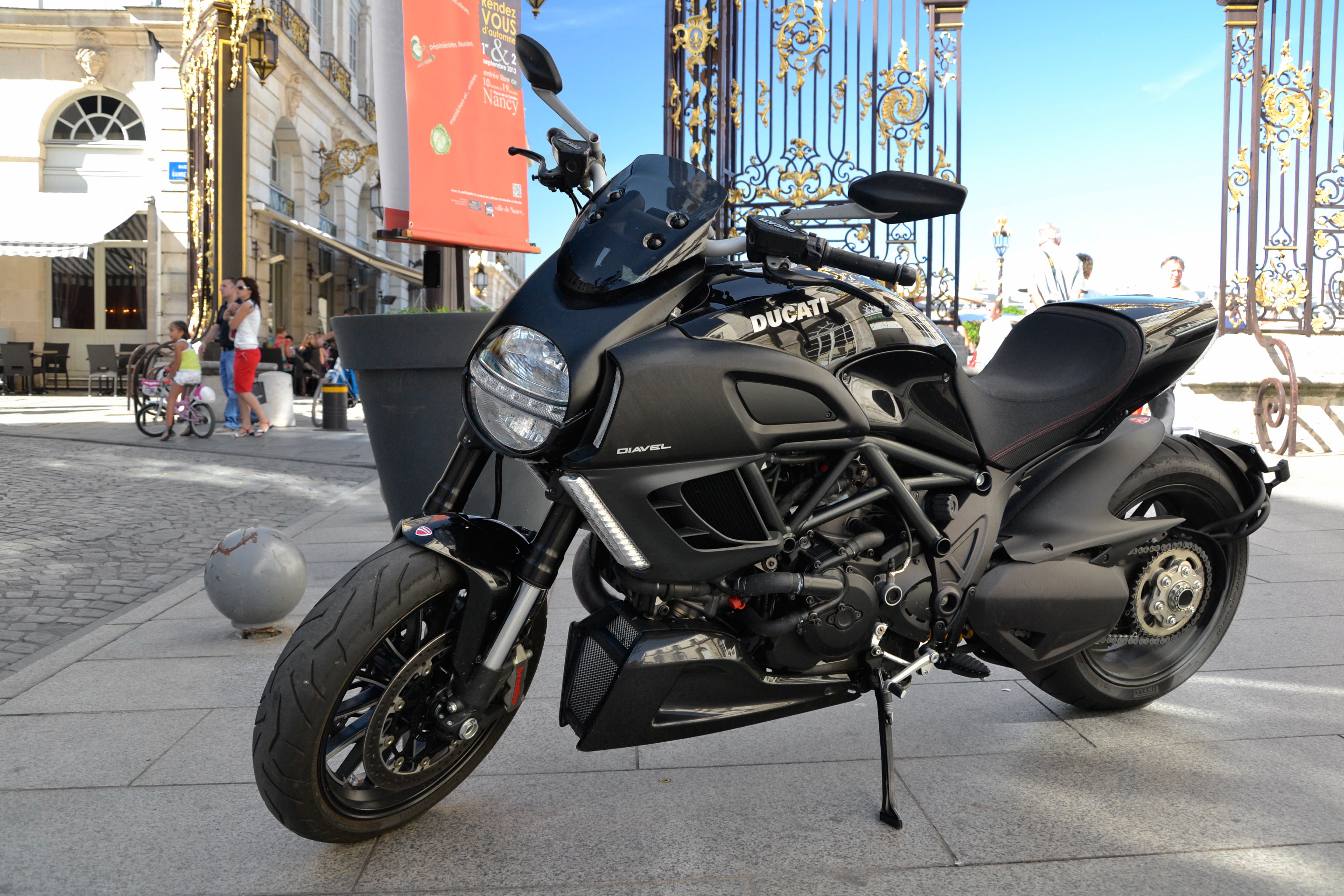
Ducati Diavel

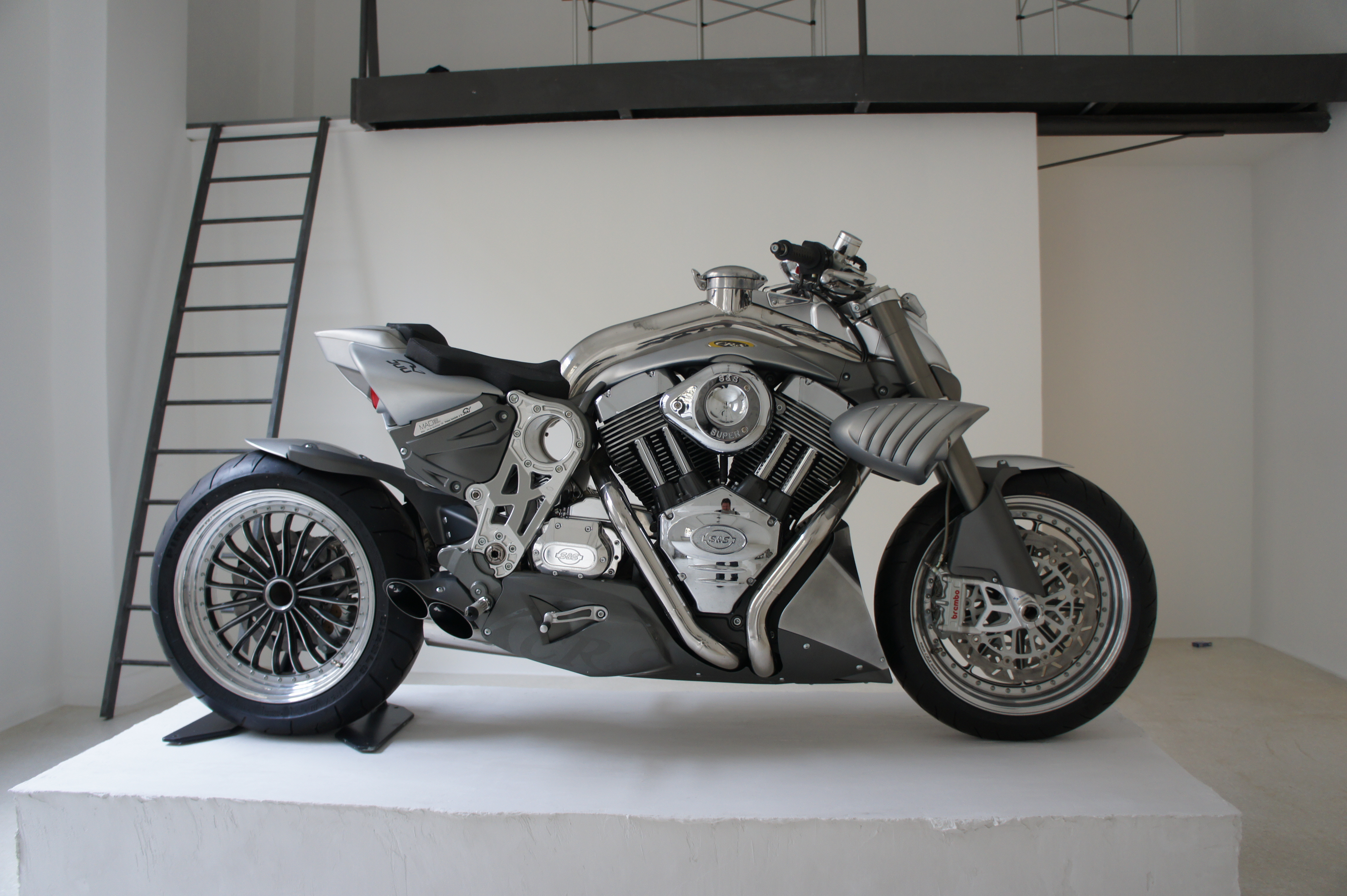
CR&S DUU

Muscle bike – rodzaj motocykla pochodzący od klasycznego lub sportowego motocykla z silnikiem o bardzo dużej mocy.
Do motocykli tej kategorii należą popularne konstrukcje jak najbardziej rozpoznawalny muscle bike Yamaha V-max czy Ducati Diavel, Triumph Rocket III, Suzuki B-King jak również mniej  popularne konstrukcje typu CR&S DUU, Dodge Tomahawk, Y2K, K1300R.